# Trufla wielkozarodnikowa
Trufla wielkozarodnikowa (Tuber macrosporum Vittad.) – gatunek grzybów należący do rodziny truflowatych (Tuberaceae).

## Systematyka
Pozycja w klasyfikacji według Index Fungorum: Tuber, Tuberaceae, Pezizales, Pezizomycetidae, Pezizomycetes, Pezizomycotina, Ascomycota, Fungi.
Gatunek Tuber macrosporum został po raz pierwszy zdiagnozowany taksonomicznie przez Carlo Vittadiniego w "Monographia Tuberacearum" w 1831 r. Zaklasyfikowano tam rodzaj Tuber do sekcji Centrales rodziny Tubereae, należącej do podrzędu Angiogastrum w ówczesnej klasie Gasteromycetum.

## Morfologia
Owocnik
Kulistawy, zazwyczaj o średnicy 0,5 – 2 cm, czasem dochodzi do średnicy 5 cm. Okrywa chropowata, rdzawobrązowa lub czarnobrązowa. Hymenium u dojrzałych owocników oliwkowoszare z białawym, marmurkowatym wzorem na przekroju. Miąższ o czosnkowej lub cebulowej woni.
Zarodniki
Eliptyczne, o wymiarach 45–80×25–60 μm, pokryte siatkowym wzorem.

## Występowanie
Gatunek ten rozwija się i tworzy mikoryzę z dębami (Quercus sp.).

## Znaczenie
Grzyb mikoryzowy, rozwijający się w glebie i wytwarzający bulwiaste, podziemne owocniki. Nie są one toksyczne dla człowieka, jednak w przeciwieństwie do niektórych innych gatunków trufli nie mają wysokich walorów smakowych, a niektórzy autorzy uważają je nawet za niejadalne. Często przez podobieństwo do trufli czarnozarodnikowej (Tuber melanosporum) i trufli letniej (Tuber aestivum) jest sprzedawana po zawyżonych cenach.